# Lektiny

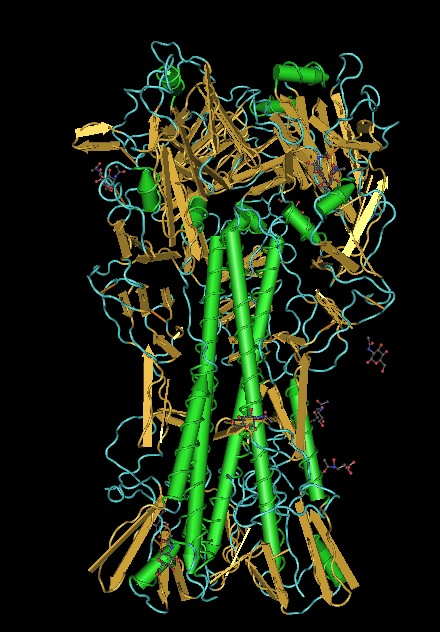

Lektiny jsou velká skupina proteinů neimunitního původu, které dokáží s vysokou mírou specifity rozpoznávat a vázat cukry, ať už volné nebo vázané na glykoproteinech nebo glykolipidech. Na rozdíl od glykosyltransferáz lektiny nekatalyzují žádnou chemickou reakci, tedy nevykazují enzymatickou aktivitu. Lektiny se účastní mnoha dějů, ve kterých je nutné specifické rozpoznávání (imunologické reakce, kontakt buněk ve tkáních, interakce patogenů s hostitelem atd.). První objevené lektiny byly pro jejich schopnost aglutinovat (shlukovat, srážet) červené krvinky pojmenovány aglutininy (WGA – wheat germ agglutinin, RCA – Ricinus communis agglutinin).

## Dělení lektinů
Lektiny se dají dělit podle zdrojů, ze kterých se získávají, na:
- rostlinné
- živočišné
- houbové
- bakteriální

### Rostlinné lektiny
Patří mezi nejčastěji používané v rutinní laboratorní a medicínské praxi. Jsou většinou velmi stálé (v lyofilizované podobě vydrží bez problému několik let) a jsou relativně levné.

### Živočišné lektiny
| podskupina                | typické sacharidové ligandy      | lokalizace                                         | příklady funkcí |
| Calnexiny                 | Glc1Man9                         | ER (endoplasmatické retikulum)                     | kontrola správného sbalení glykoproteinů v ER |
| M-typ                     | Man8                             | ER                                                 | degradace glykoproteinů asociovaná s ER |
| L-typ                     | různé                            | ER, GA (Golgiho aparát)                            | třídění proteinů |
| P-typ                     | Man-6-fosfát, různé              | sekreční cesta (ER, GA, sekreční granule, lysosom) | třídění proteinů z GA, degradace glykoproteinů v ER, |
| C-typ                     | různé                            | plasmatická membrána, extracelulární prostor       | buněčná adhese (selektiny), vrozená imunita (collectiny), (vazebná aktivita závislá na Ca2+)                                                            |
| S-typ (galektiny)         | β-D-Gal                          | cytoplasma, extracelulární prostor                 | regulace cytoplasmatických dějů (například apoptóza), prokřížení extracelulárních glykoproteinů (aktivita závislá na přítomnosti thiolových skupin –SH) |
| I-typ (siglekty)          | sialové kyseliny                 | plasmatická membrána                               | buněčná adheze |
| R-typ                     | různé                            | GA, plazmatická membrána                           | třídění enzymů, regulace glykoproteinových hormonů |
| F-box lektiny             | (GlcNAc)2                        | cytoplasma                                         | degradace špatně sbalených proteinů |
| fikoliny                  | GlcNAc, GalNAc                   | plazmatická membrána, extracelulární prostor       | vrozená imunita |
| chitináze podobné lektiny | chito-oligosacharidy             | extracelulární                                     | metabolismus kolagenu |
| F-typ                     | oligosacharidy zakončené fukózou | extracelulární                                     | vrozená imunita |
| intelektiny               | Gal, galaktofuranóza, pentózy    | plazmatická membrána, extracelulární prostor       | vrozená imunita, oplodnění, embryogeneze |

## Příklady dějů založených na lektinovém rozpoznávání
- třídění proteinů v Golgiho aparátu: enzymy patřící do lyzozomu jsou glykosylovány manóza-6-fosfátem a pomocí P-lektinů zachytávány a zakoncentrovávány v určité části Golgiho aparátu, která po odštěpení dá vzniknout lysozomu
- kalnexin – chaperon, který je schopen rozpoznat špatně sbalené N-glykoproteiny v endoplasmatickém retikulu a zadržet je tam; jsou buď znovu sbaleny nebo degradovány
- E-selektin – je exprimován endoteliálními buňkami v oblasti zánětu. Rozpoznávají určité sialované sacharidy na povrchu některých leukocytů a zpomalují jejich pohyb kapilárou (tzv. kutálení), leukocyty tak mají čas protáhnout se z kapiláry ven a vcestovat do místa zánětu
- bakterie Helicobacter pylori je spojována s mnoha žaludečními chorobami (např. žaludeční vředy); adhezi (přichycení) na žaludeční epitel jí umožňují lektiny, které rozpoznávají sialové kyseliny a L-fukózu
- bakterie Pseudomonas aeruginosa (rezistentní proti řadě antibiotik), nebezpečná pro pacienty trpící cystickou fibrózou, využívá specifické interakce lektinů PA-IIL a PA-IL s povrchovými sacharidy plicního epitelu při kolonizaci plic

## Příklady využití lektinů ve vědě a medicíně
- studium sacharidových komponent glykoproteinů a glykolipidů
- izolace biomolekul nebo celých buněk nesoucích určité sacharidové struktury (afinitní chromatografie)
- histologická vyšetření (detekce nádorových buněk)
- aktivace T-lymfocytů (např. ConA); některé lektiny mohou působí jako mitogeny (látky podporující dělení buněk)
- stanovení krevních skupin – příslušné lektiny způsobují aglutinaci jen konkrétních krvinek (podstata krevních skupin tkví v rozdílných glykosylací): DBA reaguje přednostně s A2, LTL s 0, GSL-I B4 s B, ...
- léčba bakteriálních infekcí – inhibice bakteriálních lektinů vhodnými vysokoafinitními inhibitory lze využít při léčbě bakteriálních infekcí (např. podpůrná léčba infekcí močového měchýře pomocí d-manosy, čisticí ušní kapky pro psy a kočky, obsahující směs rhamnosy, galaktosy a manosy)

## Příklady lektinů a jimi rozpoznávaných sacharidů
| Zkratka               | Latinský název                                  | Český název                    | Sacharidová specifita (pokud není uvedeno jinak pak)                                                                                                   | Poznámky |
| AAA                   | Allium ascalonicum                              | cibule šalotka                 | hlavně sacharidy obsahující koncový trisacharid α–D-Man-(1-6)[α-D-Man(1-3)]-Man                                                                        | monomer |
| AAL                   | Aleuria aurantia                                | mísenka oranžová               | L-Fuc | |
| ABA                   | Agaricus bisporus                               | pečárka dvouvýtrusá            | Gal a β-D-Gal-(1-3)-GalNAc popř. Gal a β-D-Gal-(1-3)-GlcNAc; také GlcNAc na degalaktosylovaných N-glykanech                                            | neváže monosacharidy, homotetramer, má dvě vazebná místa – jedno pro Gal a druhé pro GlcNAc |
| ACA                   | Amaranthus caudatus                             | laskavec ocasatý               | β-D-Gal-(1-3)-GalNAcα-Ser/Thr | |
| AMA                   | Arum maculatum                                  | árón plamatý                   | β-D-Gal-(1,4)-GlcNAc, desializovaný fetuin | |
| AchatininH, (ATNH),   | Achatina fulica                                 | oblovka žravá, achatina dravá  | úzká specifita pro 9-O-acetylované sialové kyseliny | je schopný vázat červené krvinky a periferními krevními mononuklearními buňkami (B- a T-lymfocyty, NK buňky) u pacientů s akutní lymfoblastickou leukémií |
| AOL                   | Aspergillus oryzae                              | -                              | α-L-Fuc-(1-6) vázaná na jádro N-vázaného oligosacharidu, méně pak α-L-Fuc-(1-2,3,4)                                                                    | |
| ASA I, ASA III        | Allium sativum                                  | česnek kuchyňský               | N-glykany s vysokým obsahem manózy | |
| BanLec                | Musa x sapientum                                | banánovník                     | vnitřní α-D-Glc-(1,3)-Man | |
| BDA                   | Bryonia dioica                                  | posed dvoudomý                 | GlcNAc | |
| BPL                   | Bauhinia purpurea alba                          | -                              | β-D-Gal-(1-3)-GalNAc | |
| CCL                   | Ciborinia camelliae                             | -                              | GalNAc | |
| ConA                  | Canavalia ensiformis                            | -                              | α-Manosylové větve (pokud není mezi nimi GlcNAc), glukosylované struktury, hybridní typy a biantenární komplexní typy N-glykanů                        | metaloprotein, vyžaduje přítomnost Ca2+ nebo Mg 2+, široká specifita, jeden z nejpoužívanějších lektinů, homotetramer |
| DBA                   | Dolichos biflorus                               | mína dvoukvětá                 | α-D-GalNAc-Ser/Thr a α-D-GalNAc(1-3)-GalNAc (Forssmanův disacharid) > α-D-GalNAc-(1-3)[α-L-Fuc-(1-2)-Gal (A-trisacharid)                               | viz IRA |
| DSA                   | Datura stramonium                               | durman obecný                  | poly-LacNAc a větvené LacNAc | |
| ECA                   | Erythrina cristagalli                           | Zarděnice hřebenitá            | β-D-Gal-(1-4)-Glc(NAc) | |
| EEL                   | Euonymus europaeus                              | brslen evropský                | α-D-Gal-(1-3)(α-L-Fuc-(1-2)-Gal | |
| GNA                   | Galanthus nivalis                               | sněženka podsněžník            | nesubstituované α-D-Man-(1-3) | nerozponává hybridní typ N-glykanů |
| GSL-I                 | Griffonia simplicifolia                         | -                              | α-D-GalNAc, α-D-GalNAc-Ser/Thr) a α-D-Gal | |
| GSL-I A4              | Griffonia simplicifolia                         | -                              | GalNAc | |
| GSL-I B4              | Griffonia simplicifolia                         | -                              | α-D-Gal | |
| GSL-II                | Griffonia simplicifolia                         | -                              | GlcNAc a degalaktosylované N-glykany | |
| HHL                   | Hippeastrum hybrid                              | hvězdník                       | nesubstituované, α-D-Man-(1-6) a α-D-Man-(1-3), některé galaktomanany z kvasinek                                                                       | homotetramer, na rozdíl od ConA neváže glukosylované struktury, nerozponává hybridní typ N-glykanů |
| HPA                   | Helix pomatia                                   | hlemýžď zahradní               | GalNAc | viz IRA |
| IRA                   | Iris x hollandica                               |                                | α-D-GalNAc-(1-3,6)-D-Gal (A-disacharid) | má jiné preference než podobné lektiny: PLA (α-D-GalNAc-(1-3)[α-L-Fuc-(1-2)-Gal(A-trisacharid)], DBA (α-D-GalNAc-(1-3)-D-GalNAc > A-trisacharid), RCA a HPA mají širší spektrum vázaných sacharidů |
| jacalin (AIL)         | Artocarpus integrifolia                         | chlebovník                     | β-D-Gal-(1-3)-α-D-GalNAc-Ser/Thr a α-D-GalNAc-Ser/Thr                                                                                                  | |
| LABA                  | Laburnum anagyroides                            | štědřenec odvislý (zlatý déšť) | nejvíc:α-L-Fuc-(1-2)- β-D-Gal-(1-4)-D-Glc, také: α-L-Fuc-(1-2)-D-Gal, α-L-Fuc-(1-2)- β-D-Gal-(1-4)[-α-L-Fuc-(1-3)]-D-Glc, nejméně pak samotná L-Fuc    | |
| LCA                   | Lens culinaris                                  | čočka                          | α-L-Fuc-(1-6)-GlcNAc, manosové řetězce | metaloprotein, vyžaduje přítomnost Ca2+ nebo Mg 2+, užší specifita než Con A |
| LEL                   | Lycopersicon esculentum                         | rajče jedlé                    | poly-LacNAc a (GlcNAc)n a N-glykany s vysokým obsahem manosy                                                                                           | |
| LFA                   | Limax flavus (Limacus flavus)                   | slimák pestrý                  | sialové kyseliny | |
| LTL (LTA1)            | Lotus tetragonolobus (Tetragonolobus purpureus) | ledenec nachový                | α-L-Fuc-(1-3)-GlcNAc, Sia-Lex, and Lex (= β-D-Gal-(1-4)-[ α-L-Fuc-( 1-3)]- β-D-GlcNAc -(1-3)-R), α-L-Fuc-(1-6)-GlcNAc, velmi špatně váže α-L-Fuc-(1-2) | v literatuře není úplná jednota k specifitě tohoto lektinu, podobné vazebné vlastnosti jako UEA-I |
| MAL (MAL I)           | Maackia amurensis                               | makie amurská                  | α-D-Sia-(2-3)-β-D-Gal-(1-4)-Glc(NAc) | izolace pomocí afinitní chromatografie na vepřovém thyroglobulinu |
| MAH (MAL II)          | Maackia amurensis                               | makie amurská                  | α-D-Sia-(2-3)-Gal | specifická pro α-D-Sia-(2-3), lze porovnat s SNA (který má specifitu α-D-Sia-(2-3)), izolace pomocí afinitní chromatografie na vepřovém thyroglobulinu |
| ML-I (VAA-I,viscumin) | Viscum album                                    | jmelí bílé                     | α-D-Neu5Ac(Sia)-(2-6)-β-D-Gal-(1-4)-Glc(NAc) | |
| MOA                   | Marasmius oreadus                               | špička obecná                  | Gal | |
| MPA                   | Maclura pomifera                                | maklura jablkonosná            | β-D-Gal(1-3)-α-D-GalNAc-Ser/Thr a α-D-GalNAc-Ser/Thr                                                                                                   | |
| NPA                   | Narcissus pseudonarcissus                       | narcis obecný                  | nesubstituované α-D-Man-(1-6) | |
| PAA (PSA, PAL, PSL)   | Peziza arvernesis (Peziza sylvestris)           | řasnatka lesní (houba)         | D-arabinóza | |
| PHA-E                 | Phaseolus vulgaris                              | fazol obecný                   | tetraantenární komplexní N-glykany | |
| PHA-L                 | Phaseolus vulgaris                              | fazol obecný                   | vmezeřený (bisecting) GlcNAc a biantenarní (dvouvětvé) N-glykany                                                                                       | |
| PLA                   | Phaseolus limensis (Phaseolus lunatus)          | fazol měsíční                  | α-D-GalNAc-(1-3)[α-L-Fuc-(1-2)]-Gal(A-trisacharid) | viz IRA |
| PNA                   | Arachis hypogaea                                | podzemnice olejná              | β-D-Gal-(1-3)-α-D-GalNAc-Ser/Thr (T-antigen) | |
| PTL-I                 | Physocarpus tetragonolobus                      | tavola                         | α-D-GalNAc a Gal | |
| PSA                   | Pisum sativum                                   | hrách setý                     | α-L-Fuc-(1-6)-GlcNAc | |
| PSL                   | Polyporus squamosus                             | choroš šupinatý                | vysoce specifický k α-D-Sia-(2-6)-β-D-Gal-(1-4)-Glc(NAc)                                                                                               | v literatuře není ještě plně zavedená zkratka, občas může být označen PSA |
| PVL                   | Psathyrella velutina                            | křehutka sametová              | GlcNAc, koncová NeuNAc-(2-3)-Gal | |
| PWM                   | Phytolacca americana                            | líčidlo americké               | Poly-LacNAc a (GlcNAc)n | |
| RCA120                | Ricinus communis                                | skočec obecný                  | β-D-Gal-(1-4)-GlcNAc | |
| RPbAI,II              | Robinia pseudoacacia                            | trnovník akát                  | GalNAc | |
| RSL                   | Ralstonia solanacearum                          | -                              | α-L-Fuc(1-2)-Gal a α-L-Fuc(1-6)-Gal; méně pak α-L-Fuc(1-3/4)-Gal, výrazně méně (5-6x) rozpoznává D-Ara a L-Gal                                         | |
| SBA                   | Glycine max                                     | sója                           | GalNAc (obzvláště koncové α-D-GalNAc-(1-3)-Gal) | |
| ScLL                  | Synadenium carinatum                            | -                              | D-Gal | |
| SNA(b)                | Sambucus nigra                                  | bez černý                      | α-D-Sia-(2-6)-β-D-Gal-(1-4)-Glc(NAc), α-D-Sia-(2-6)-β-D-Gal(NAc)                                                                                       | získává se z kůry bezu; je specifický k α-D-Sia-(2-6) vazbě, lze jej doplnit lektinem MAL II, který je specifický pro α-D-Sia-(2-3), schopnost nebo zvýšení vazby tohoto lektinu na buňky je možným ukazatelem jejich nekrózy nebo apoptózy, izolace pomocí afinitní chromatografie na hovězím fetuinu |
| SSA                   | Sambucus sieboldiana                            | bez Sieboldův                  | α-D-Sia-(2-6)-β-D-Gal-(1-4)-Glc(NAc) | |
| STL                   | Solanum tuberosum                               | lilek brambor                  | větvené i lineární poly-LacNAc a (GlcNAc)n | STL je glykoprotein bohatý na arabinózu |
| TJA-I                 | Trichosanthes japonica                          | -                              | α-D-Sia-(2-6)-β-D-Gal-(1-4)-Glc(NAc) a β-D-Gal-(1-4)-Glc(NAc)                                                                                          | |
| TJA-II                | Trichosanthes japonica                          | -                              | β-D-GalNAc a α-L-Fuc-(1-2)-Gal | |
| UDA                   | Urtica dioica                                   | kopřiva dvoudomá               | Poly-LacNAc a (GlcNAc)n | |
| UEA-I                 | Ulex europaeus                                  | hlodáš evropský                | hlavně α-L-Fuc-(1-2) (např.α-L-Fuc-(1-2)-β-D-Gal-(1-4)-Glc(NAc))                                                                                       | výborný marker pro endotheliální buňky, podobný lektinu LTL |
| VVA                   | Vicia villosa                                   | vikev huňatá                   | GalNAc and α-D-GalNAc-Ser/Thr (Tn-antigen) | |
| WFA                   | Wisteria floribunda                             | vistárie mnohokvětá            | koncové GalNAc (např. β-D-GalNAc-(1-4)-GlcNAc | |
| WGA                   | Triticum vulgaris                               | pšenice                        | multivalentní Sia a (GlcNAc)n | |

| Glc                      | ConA, BanLec,                                                                         |
| GlcNAc                   | ABA, BDA, GSL-II, PVL, WGA                                                            |
| Gal                      | ABA, ACA, AMA, BPL, ECA, GSL-I, jacalin, MPA, PNA, PTN-I, RCA, ScLL, TJA-I            |
| GalNAc                   | CCL, DBA, GSL-I, GSL-IA4, HPA, jacalin, MPA, PTN-I, RPbA-I, II, SBA, TJA-II, VVA, WFA |
| Fuc                      | AAL, AOL, EEL, LABA, LCA, LTL, PSA, RSL, TJA-II, UEA-I                                |
| Man                      | AAA,ASA I, ASA III, ConA, GNA, HHL, LCA, NPA                                          |
| Sia                      | AchatininH, LFA, MAL, MAH, ML-I, PSL, PVL, SNA, SSA, TJA-I, WGA                       |
| Ara                      | PAA,RSL                                                                               |
| LacNAc                   | DSA, LCA, PWM, STL,UDA,                                                               |
| s vysokým obsahem manózy | ConA, LCA                                                                             |

## Galerie sacharidů

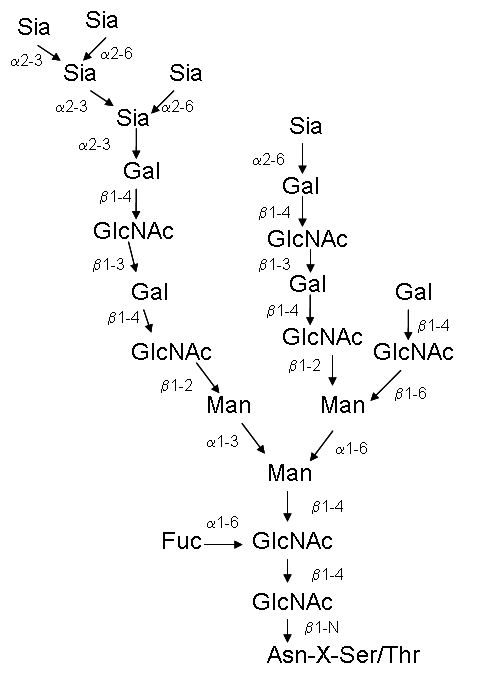
Sialovaný LacNAc s 1-6 vázanou L-Fuc
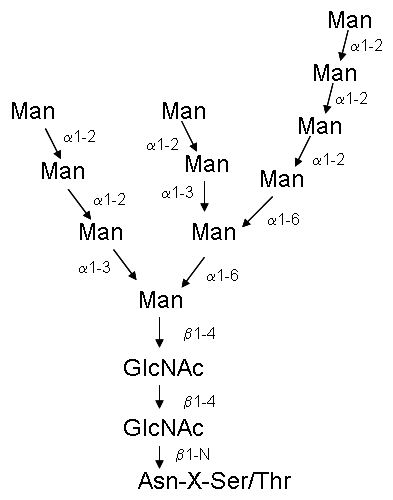
triantenární N-glykan bohatý na manózu
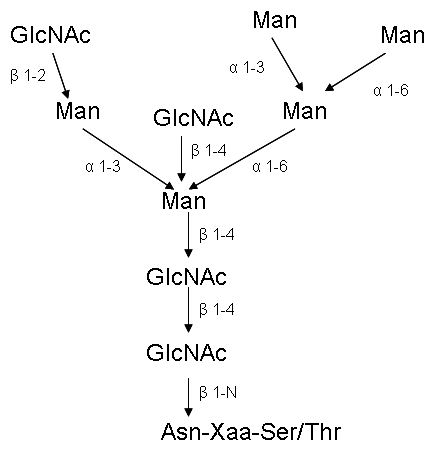
vmezeřený (bisecting) GlcNAc